# Mick Middles
Mick Middles ist ein britischer Musikjournalist und Sachbuchautor.

## Leben
Der Mitte der 1950er Jahre geborene Middles schrieb in den 1970er und 1980er Jahren freischaffend als Reporter für das Musikmagazin Sounds vor allem über die Manchester-Szene. Middles begleitete unter anderem die Post-Punk-Band Joy Division, mit denen er im November 1978 eines der ersten Interviews mit der Band führte.
Ab April 1977 veröffentlichte Middles sein eigenes Punk-Fanzine Ghast Up, das er allerdings nach drei Ausgaben bereits wieder einstellte. Er verfasste auch Artikel für The Face, The Guardian, den Daily Telegraph, die Mail on Sunday und The Daily Express. Für die Manchester Evening News schrieb er die Kolumne The Word.
1988 erschien sein erstes Sachbuch, The Smiths: The Complete Story über die britische Rockband The Smiths. Die deutsche Übersetzung The Smiths: Die authentische Biographie erschien 1989 im Sonnentanz-Verlag. Es folgten Biografien von Musikern wie Mick Hucknall, Oasis, George Michael, Mansun, Ian McCulloch, Shaun Ryder, den Manic Street Preachers, The Stone Roses, Slash, The Fall, Elbow, Ian Curtis und Arcade Fire. Daneben erschienen Bücher über die Geschichte des Musiklabels Factory Records und dessen Gründer Anthony H. Wilson sowie Biografien der Komiker Les Dawson, Frankie Howerd und Chris Sievey.
Für das 2017 veröffentlichte Box-Set Manchester North of England (A Story of Independent Music Greater Manchester 1977–1993) schrieb Middles einen umfangreichen Begleittext.
Middles lebt mit seiner Frau Vicky in Flixton, Greater Manchester.

## Werke
- The Smiths: The Complete Story. Omnibus Press, London, 1988, ISBN 978-0-71191-427-8.
  - The Smiths: Die authentische Biographie. übersetzt von Albrecht Piltz; Sonnentanz-Verlag, Augsburg, 1989, ISBN 978-3-92679-402-4.
- Red Mick: The Biography of Mick Hucknall of Simply Red. Headline Book Publishing, London, 1993, ISBN 978-0-74724-420-2.
- From Joy Division to New Order: The Factory Story. Virgin Books, London, 1996, ISBN 978-0-75350-041-5.
- Oasis: Round Their Way. Independent Music Press, London, 1996, ISBN 978-1-89778-310-8.
- Dodgy: Good Enough. Chameleon, London, 1997, ISBN 978-0-23399-162-7.
- George Michael: Freedom. Chameleon, London, 1997, ISBN 978-0-23399-176-4.
- Mansun: Tax Loss Lovers from Chester. Chameleon, London, 1998, ISBN 978-0-23399-350-8.
- Ian McCulloch: King of Cool. Independent Music Press, London, 1998, ISBN 978-1-89778-313-9.
- Shaun Ryder: Happy Mondays, Black Grape and Other Traumas. Independent Music Press, London, 1998, ISBN 978-1-89778-311-5.
- Manic Street Preachers. Omnibus Press, London, 1999, ISBN 978-0-71197-738-9.
- The Rise and Fall of The Stone Roses: Breaking Into Heaven. Omnibus Press, London, 1999, ISBN 978-0-71197-546-0.
- When You're Smiling: The Illustrated Biography of Les Dawson. Chameleon Books, London, 1999, ISBN 978-0-23399-668-4.
- Frankie Howerd: The Illustrated Biography. Headline, London, 2000, ISBN 978-0-74723-943-7.
- Slash: Surviving Guns n'Roses, Velvet Revolver and Rock's Snake Pit. Independent Music, Church Stretton, 2007, ISBN 978-0-95528-223-2.
- Complete Guide to the Music of The Fall. Omnibus Press, London, 2007, ISBN 978-1-84609-961-8.
- From Joy Division to New Order: The True Story of Anthony H. Wilson and Factory Records. Virgin Books, London, 2008, ISBN 978-0-75350-638-7.
- The Fall.  Omnibus Press, London, 2008, ISBN 978-1-84772-416-8.
- Factory: The Story of the Record Label. Virgin Books, London, 2009, ISBN 978-0-75351-825-0.
- mit Lindsay Reade: The Life of Ian Curtis. (3. erweiterte Auflage) Omnibus Press, London, 2009, ISBN 978-1-84772-508-0.
- Reluctant Heroes: The Story of Elbow. Omnibus Press, London, 2009, ISBN 978-1-84772-860-9.
- Arcade Fire: Behind the Black Mirror. Omnibus Press, London, 2012, ISBN 978-1-78038-128-2.
- Frank Sidebottom Out of His Head: The Authorised Biography of Chris Sievey. Empire Publications Ltd, 2014, ISBN 978-1-90936-024-2.